# Reigi (Hiiumaa)
Koordinaten: 59° 0′ N, 22° 31′ O
Reigi ist ein Dorf (estnisch küla) in der Landgemeinde Hiiumaa (2013 bis 2017: Landgemeinde Hiiu, davor Landgemeinde Kõrgessaare) auf der zweitgrößten estnischen Insel Hiiumaa (deutsch Dagö).

## Beschreibung und Geschichte

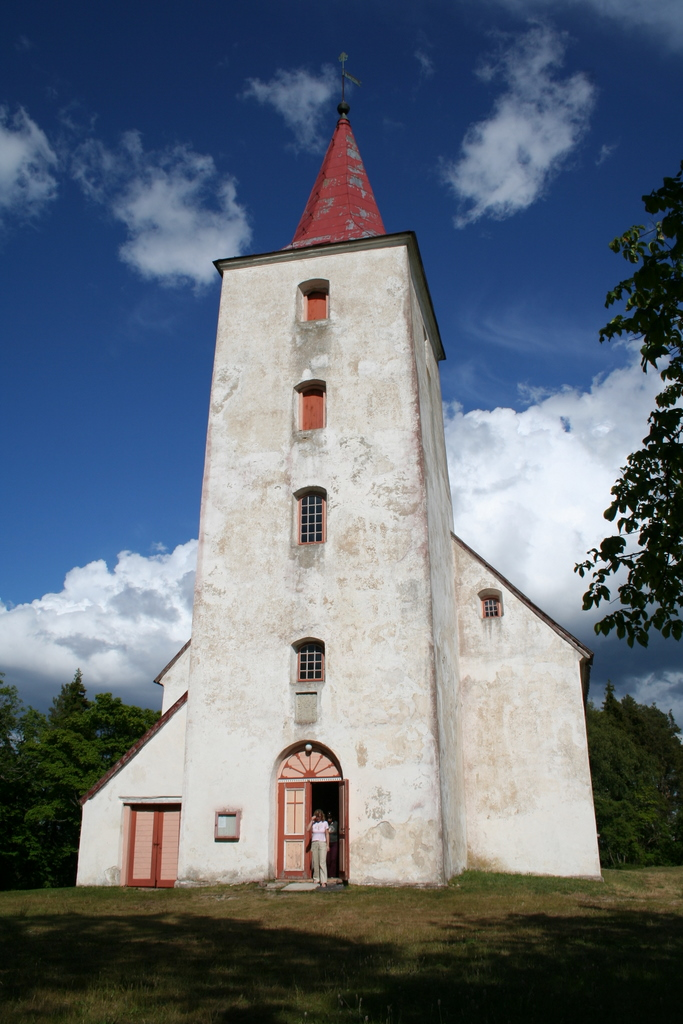
Kirche von Reigi

Reigi (deutsch Roicks) hat 38 Einwohner (Stand 31. Dezember 2011). Der Ort liegt 14 Kilometer westlich der Inselhauptstadt Kärdla (Kertel). Der Name des Dorfes leitet sich möglicherweise vom schwedischen Wort rök („Rauch“) ab.
Reigi war früher das Zentrum der schwedischstämmigen Einwohner Hiiumaas. Das Dorf wurde erstmals 1453 unter dem Namen Renke urkundlich erwähnt.
1470 gewährte der Landmeister Johann Wolthus von Herse den Einwohnern Reigis und anderer Schwedendörfer Hiiumaas umfangreiche Privilegien als freie Bauern. Wolter von Plettenberg bestätigte die Rechte 1503. Die Vorrechte wurden dann unter der schwedischen Herrschaft Hiiumaas von den neuen Grundherren immer mehr in Frage gestellt. Die Schweden versuchten sich durch Eingaben, unter anderem direkt beim Hof, gegen Verletzungen ihrer Privilegien zur Wehr zu setzen.
Am Ende waren ihre Bemühungen erfolglos. 1781 wurden fast alle Schweden Hiiumaas wegen angeblicher Unbotmäßigkeit auf Befehl der russischen Zarin Katharina II. in ukrainische Gebiete am Fluss Dnepr deportiert, wo sie 1782 die Kolonie Gammalsvenskby gründeten. Etwa zehn Prozent starben auf dem Weg in die neue Heimat.
Nach der Vertreibung der Schweden durch die russischen Behörden wurde Reigi nahezu rein estnischsprachig. Dort gründete der deutschbaltische Adlige Otto Reinhold Ludwig von Ungern-Sternberg (1744–1811) ein Beigut. Es entwickelte sich mit Meierei, Käserei, Mützenfabrik und einer Ziegelei zu einem industriellen Zentrum der Insel.

## Kirche von Reigi

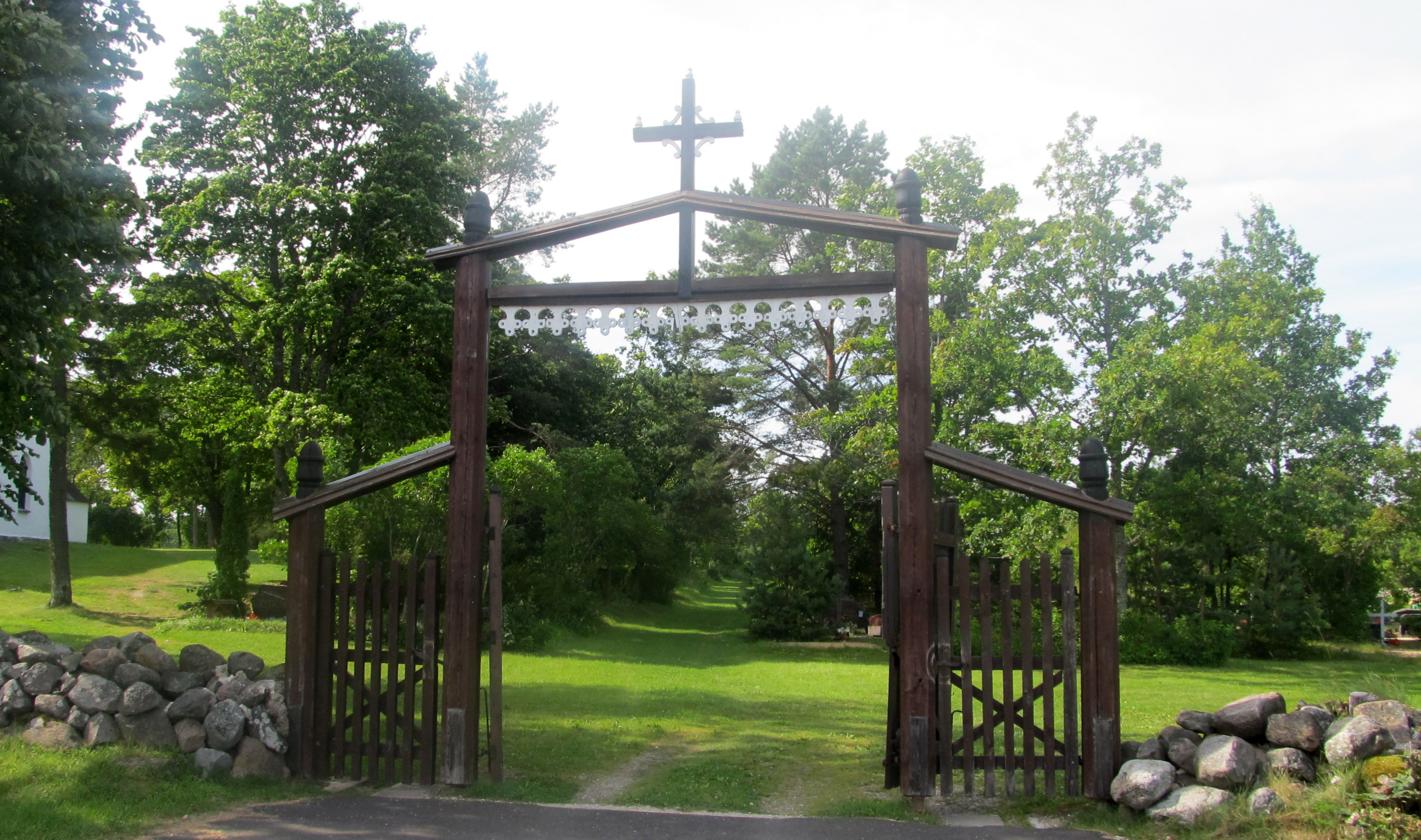
Eingangstor zum Friedhof

Vor 1626 entstand die evangelisch-lutherische Kirche von Reigi. Auf Initiative des von König Gustav II. Adolf nach Estland, Livland und Ingermanland entsandten Inspekteurs, des Bischofs von Västerås Johannes Rudbeckius (1581–1646), wurde Reigi 1627 als eigenständiges Kirchspiel vom Kirchspiel Käina abgetrennt. 1690 wurde ein neues Gotteshaus aus Holz errichtet.
Die heutige Jesuskirche aus Stein wurde zwischen 1799 und 1802 erbaut. Sie wurde am 25. August 1802 geweiht. Otto Reinhold Ludwig von Ungern-Sternberg stiftete sie zum Andenken an seinen Sohn Otto Dietrich Gustav (1773–1800), der im Juni 1800 wegen Spielschulden Selbstmord begangen hatte. Am Haupteingang der Kirche ist das Familienwappen der Ungern-Sternbergs zu sehen. An der Ostwand weist eine Inschrift auf die fromme Stiftung hin.
Die massiven Mauern und das hohe Dach geben dem Gebäude ein prägnantes Aussehen. Die Kirche mit ihrem wuchtigen viereckigen Turm wurde häufig umgebaut. Die letzte größere Umgestaltung des einschiffigen Gotteshauses stammt von 1899. Auf der Spitze des Turms ist eine Lilie zu sehen, die aus dem Wappen der Familie Ungern-Sternberg stammt.
Sehenswert sind im Inneren das Gemälde „Christus im Garten Getsemani“ eines unbekannten Autors aus dem 17. Jahrhundert und Holzschnitzereien aus dem 16. bis 18. Jahrhundert. Die Kirche ist auch wegen ihrer hervorragenden Orgel bekannt.
Um die Kirche liegt der Friedhof des Ortes. Auf ihm sind zahlreiche deutschbaltische Adlige, Pastoren sowie estnische und schwedische Bauern begraben.
Das Pastorat von Reigi hat einflussreiche und reformorientierte Pfarrer hervorgebracht. Dazu gehören Ende des 18. Jahrhunderts der aus Finnland stammende Volkspädagoge Carl Forsman (Pastor 1775–1812), der Bildungs- und Kulturaktivist Gustav Feliks Rinne (Pastor 1865–1872) sowie sein Sohn Immanuel Rinne (Pastor 1880–1885), der 1882 in Reigi die erste öffentliche Bücherei Hiiumaas gründete. Von 1901 bis 1916 war Richard Georg Hirschhausen Pastor in Reigi, Urgroßvater von Eckart von Hirschhausen. Letzter Pastor (1932–1939) war Friedrich Wilhelm Schiele, der 1939 die Insel verlassen musste, worauf die Pastorei als selbständiges Pastorat aufgelöst wurde.
Kirche und Friedhof liegen heute auf dem Gebiet des Nachbardorfes Pihla.
1884 traten im Zuge der Russifizierung Estlands etwa 700 Einwohners Reigi zum russisch-orthodoxen Glauben über. Für sie wurde eine orthodoxe Kirche im nahegelegenen Puski erbaut.

## Literarisches

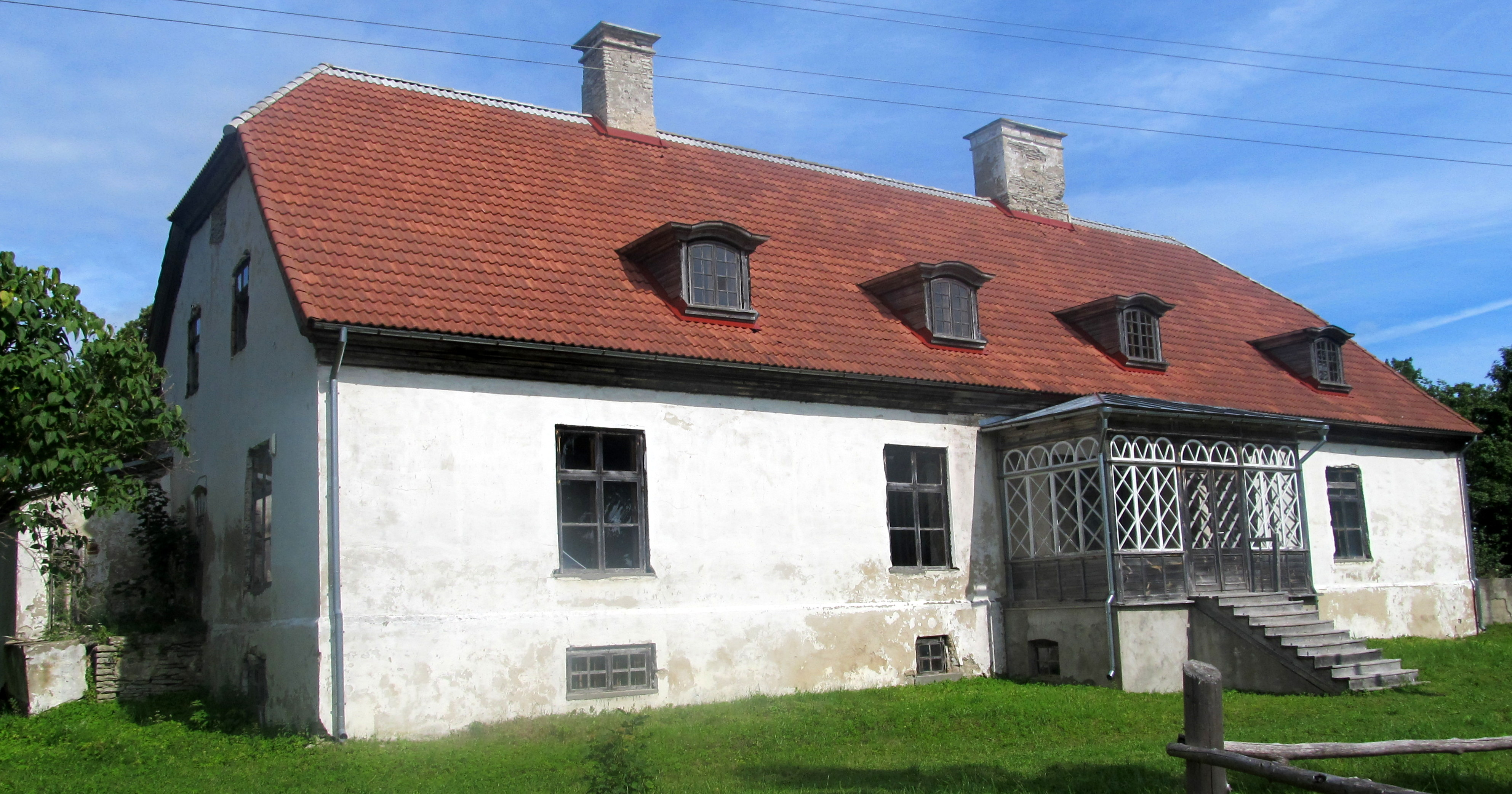
Ehemaliges Pastorat

Stoffe aus Reigi inspirierten die finnisch-estnische Schriftstellerin Aino Kallas (1878–1956), die sich in den Sommermonaten häufig auf Hiiumaa aufhielt, zu ihrer 1926 auf Finnisch erschienenen Novelle Reigin pappi (estnisch Reigi õpetaja, 1928; deutsch Der Pfarrer von Roicks, 1929).
Sie spielt im Reigi des 17. Jahrhunderts. Im Mittelpunkt steht die tragische Liebesgeschichte zwischen Catharina Wycken, der Ehefrau des örtlichen Pastors Paul Lempelius, und dem Hilfspfarrer Jonas Kempe. Die beiden Liebenden werden am Ende gefasst und in Tallinn enthauptet.
Kallas’ Buch wurde 1977 in der Estnischen SSR verfilmt.
Demselben Sujet widmet sich die 1971 uraufgeführte Oper Reigi õpetaja von Eduard Tubin nach einem Libretto von Jaan Kross.